# Gnosonesima borealis
Gnosonesima borealis är en plattmaskart som först beskrevs av Westblad 1952.  Gnosonesima borealis ingår i släktet Gnosonesima, och familjen Gnosonesimidae. Arten är reproducerande i Sverige.